# Étienne Dalstein
Pour les articles homonymes, voir Dalstein (homonymie).
Étienne Dalstein (1834-1900,) est un facteur d'orgue français du XIXe siècle.

## Biographie
Nicolas Étienne Dalstein naît à Freistroff en Moselle, le 15 juin 1834. Il devient apprenti chez le facteur d’orgue Aristide Cavaillé-Coll. Là, il apprend les métiers de menuisier et de mécanicien, étudiant l'ensemble des pièces qui relient les touches des claviers aux soupapes de l'orgue.
Sur le chantier de l'église Saint-Sulpice de Paris, il travaille avec Charles Haerpfer, un Bavarois de Nordlingen. Les deux hommes décident de s'associer avec Jean-François Dalstein, un frère d'Étienne. Après leur apprentissage, ils ouvrent un atelier à Boulay en 1863. Après l'annexion allemande de 1871, les affaires prospèrent, car les autorités allemandes favorisent l'installation d'orgues dans les églises et les temples réformés. La manufacture Dalstein-Haerpfer livrera plus de 160 instruments, principalement dans l'Alsace-Lorraine, en raison des barrières douanières élevées avec la France. Cependant, ils installèrent aussi des orgues à l'église Saint-Sébastien de Nancy.